# Arte e ciclismo Millstatt
Arte e ciclismo Millstatt (in tedesco: "KUNSTradln in Millstatt") era una mostra d'arte internazionale a Millstatt am See (Carinzia/ Austria) 2018-2020, che ha avuto luogo una volta all`anno, ed è stato progettato nella forma di varie stazioni d'arte in tutto Millstatt, collegati da un itinerario ciclabile.

## Il concetto e l'organizzazione

### L'organizzazione
«Arte e ciclismo Millstatt» ha debuttato nel 2018, è stata ripetuta nel 2019 e nel 2020. 
La mostra viene sovvenzionata dall’ Unione europea (= programma di sviluppo rurale e culturale dell'UE 2014-2020 ELER). Alla mostra vengono presentati opere d’arte di circa 150 artisti di fama internazionale; gli artisti vengono dall` Austria, dalla Germania, dagli Stati Uniti, dalla Svizzera, dalla Spagna, dalla Croazia, dall`Ungheria, dalla Polonia, dalla Grecia, dalla Corea e dal Guatemala.
L'iniziatrice e la curatrice del programma era Petra Weissenböck, direttrice della "Kunstradln Galleria" a Millstatt, dove si trova anche il centro organizzativo dell'intero «Arte e ciclismo Millstatt».
Dal 2021 "Arte e ciclismo Millstatt" si trasforma in "millstART".

### Il concetto

#### L'arte collega Millstatt
Per la prima volta, questo concetto espositivo
- ha unito le varie istituzioni di arte e cultura esistenti a Millstatt[6] in un programma congiunto.
- Inoltre, il concetto ha dato la possibilità di presentare l`arte moderna in luoghi nuovi e insoliti a Millstatt, tra cui diverse case vecchie borghesi o alcuni hotel e ristoranti lungo il lago.

#### La mediazione d'arte a "bassa soglia"
Spesso l'accesso all'arte moderna nei musei d'arte, nelle mostre d'arte e nelle gallerie d'arte è caratterizzato dal fatto che solo un pubblico competente e interessato all'arte partecipa. Il progetto «Arte e ciclismo Millstatt» ha fatto un'offerta di mediazione culturale d'arte perché
- ha concesso l'accesso per un lungo periodo di tempo (sei mesi);
- ha usato l'intera Millstatt come spazio artistico sia per i residenti che per gli ospiti;
- ha invitato un pubblico non predefinito a partecipare, incluse le persone che passano per caso (come i ciclisti), che in questo modo possono venire in contatto con l'arte.

## Gli artisti e le stazioni
Un orientamento sulle stazioni e sugli artisti può essere trovato nelle guide del 2018, del 2019 e del 2020 del progetto. Qui alcune stazioni (per zona in Millstatt) e artisti (per categoria di arte) sono evidenziati:

### Le stazioni
37 stazioni si poteva trovare finora a Millstatt e Obermillstatt.
- Diverse stazioni si trovano nell'ex-abbazia di Millstatt, utilizzando: il chiostro romanico; il cortile di clausura; il museo del monastero[9]; i portici rinascimentali; l'antico castello del Gran Maestro dei Cavalieri Ordine di San Giorgio (Austria) a Millstatt (attualmente il "Lindenhof"); il giardino vecchio del monastero; la vecchia scuola primaria di Millstatt.
- Diverse stazioni si trovano nel centro di Millstatt, utilizzando come punti di esposizione: il municipio di Millstatt; il Centro congressi di Millstatt; diverse case vecchie e negozi borghesi a Millstatt.
- Inoltre il lungolago del lago di Millstatt; diverse sculture sul parco e passeggiata a piedi al lago, e presentano l`arte in alcuni hotel e ristoranti lungo il lago.

### Gli artisti
Gli artisti rappresentano diverse aree delle arti visive contemporaneii (nel proseguimento una selezione di 150 artisti mostrati finora):
- Pittura: Helmut Arnez/AUT (2018); Bettina Beranek/AUT (2020), Therese Eisenmann/AUT (2019); Josef Floch/USA (2018); Harald Gfader/AUT (2019); Franziska Güttler/AUT (2019); Bertram Hasenauer/AUT (2019); Manfred Hebenstreit/AUT (2019); Mariana Ionita/AUT-ROM (2019); Peter Jaruszewski/POL (2019); Franz Kaindl/AUT (2018); Karl Korab/AUT (2019); Edith Kramer/USA (2018), Maria Lassnig/AUT-USA (2018), Silvia Lüftenegger/AUT (2020), Martina Montecuccoli/ITA (2019), Alois Mosbacher/AUT (2018), Albin Schutting/AUT (2019); Helmut Swoboda/AUT (2018); Larissa Tomassetti/ITA (2019); Rudolf Vogl (VOKA)/AUT (2018, 2019); Silvia Lüftenegger/AUT (2020); Marlies Wagner/AUT (2020); Johann Weyringer/AUT (2018), Heidrun Widmoser/AUT (2020).
- Arte grafica: Peter Androsch/AUT (2019); Lena Göbel/BRD (2019), Wojtek Krzywobłocki/POL (2018, 2019), Thomas Laubenberger-Pletzer/AUT (2018, 2019), Ingrid Neuwirth/AUT (2018), Rudolf Sodek/AUT (2018, 2019), Hermann Staudinger/AUT (2020);
- Scultura: Amy Brier/USA (2018), Nemanja Cvijanović/CRO (2018), René Fadinger/AUT (2019, 2020), Herbert Golser/AUT (2018), Thomas Györi/AUT-HUN (2029, 2020), Clemens Heinl/BRD (2018), Robert Kabas/AUT (2018), Alois Lindenbauer/AUT (2018), Helmut Machhammer/AUT (2018), Egon Straszer/AUT (2018, 2019, 2020), Judith Wagner/AUT (2019, 2020), Manfred Wakolbinger/AUT (2018), Markus Wilfling/AUT (2018), Manfred Kielnhofer /AUT (2019, 2020),
- Installazione: Brigitte Corell/BRD (2018), Regula Dettwiler/CH (2018), Markus Hofer/ AUT (2019), Tomas Hoke/ AUT (2018), Gerhard Kaiser/AUT (2018), Brigitte Kowanz/AUT (2018), Walter Kupferschmidt/AUT (2020), Oswald Oberhuber/AUT (2018), Josef Ramaseder/AUT (2019), Adele Razkövi/AUT-HUN (2018, 2019), Katharina Steiner/AUT (2018, 2019), Andreas Werner/AUT (2018);
- Fotografia: Christian Brandstätter/AUT (2020); Thomas Defner/AUT (2020), Barbara Essl/AUT (2020); Johannes Leitner/AUT (2018), Sang Hoon Ok/KOR (2018), Max Seibald/AUT (2018), Mathias Swoboda/AUT (2018, 2019);
- Arte ceramica: Maria Baumgartner/AUT (2018, 2020), Veronika Dirnhofer/AUT (2018), Gabriele Hain/AUT (2018), Daniel Wetzelberger/AUT (2019);
- Arte tessile: Gabriele Gruber-Gisler/AUT (2019), Lore Heuermann/AUT-BRD (2018), Frenzi Rigling/AUT-CH (2018), Frederike Schweizer/CH-AUT (2018);
- Performance art, danza: Regina José Galindo/GUA (2018), Jakob Lena Knebl/AUT (2018), Andrea Schlehwein/BRD (2018); Billi Thanner/AUT (2020);
- Film artistica e videoarte : Mariola Brillowska/POL (2018), Jerzy Kucia/POL (2018), Jochen Kuhn/BRD (2018), Manfred Neuwirth/AUT (2019), Hubert Sielecki/AUT (2018), Anna Vasof/GRE-AUT (2018);
- Disegno di gioielli: Anna Heindl/ AUT (2018);